# Tortula subrufa
Tortula subrufa är en bladmossart som beskrevs av Cardot in Grandidier 1915. Tortula subrufa ingår i släktet tussmossor, och familjen Pottiaceae. Inga underarter finns listade i Catalogue of Life.